# Brandweerbrug
De Brandweerbrug, brugnummer 79, is een vaste brug in Amsterdam en ligt op de grens van de wijken De Pijp en het Museumkwartier in Amsterdam-Zuid.
De brug verbindt sinds 1879 de beide oevers, Hobbema- en Ruysdaelkade, van de Boerenwetering met elkaar. Ze is genoemd naar de brandweerkazerne (Kazerne Dirk) die hier sinds 1897 aan de Hobbemakade ligt. De brug ligt in het verlengde van de Eerste Jacob van Campenstraat (De Pijp) en Honthorststraat (Museumbuurt). De brug is daarbij vrij nauw en kent eenrichtingsverkeer richting De Pijp (behalve voor fietsers). Die eenrichtingsverkeer is noodzakelijk om de brandweer de gelegenheid te geven over de brug De Pijp in te rijden, alle bestratingen kennen een eenrichtingsverkeer vanaf de brug.  
De brug, althans de versie uit 1958, kwam in het nieuws omdat ten zuiden ervan een omstreden ondergrondse parkeergarage zou worden aangelegd, waarvan de bouw uiteindelijk in 2015 startte. Daarbij werd tegelijkertijd de Brandweerbrug vervangen, hij werd verbreed, maar bleef zijn uiterlijk behouden. De oeververbinding zou daarbij ongeveer een jaar voor alle verkeer opgeheven zijn, de buurt drong aan om een noodbrug voor voetgangers en fietsers, maar veel ruimte daarvoor is er niet. Het stadsdeel zag dat niet zitten. De brandweer moest uitwijken via de Stadhouderskade of Albert Cuypstraat om De Pijp te kunnen bereiken. In december 2015 besloot het stadsdeel Zuid alsnog tien meter verderop een noodbrug te plaatsen. De noodbrug is uitsluitend bestemd voor fietsers en voetgangers en kwam te liggen op een zinker waar de noodbrug ook op leunde. Deze noodbrug werd dan tevens drager van alle bekabeling die daarvoor nog door de Brandweerbrug voerde. 
Het grootste deel van de daadwerkelijke werkzaamheden vonden eind 2017 en begin 2018 plaats. De noodbrug werd geplaatst en het wegdek werd verwijderd. Daarna volgden nieuwe funderingen voor de (verbrede) landhoofden en kwam er een nieuwe verbreed wegdek. Eind maart konden voetgangers en (lopende) fietsers al weer van het midden van de brug gebruik maken; ze had nog geen balustrades/leuningen en de noodbrug was midden april alweer weg. Eind 2018 werd de brug opengesteld voor verkeer, de brug was toen nog niet geheel af; leuningen ontbraken nog. Deze moesten gerestaureerd worden en werden in maart/april 2019 geplaatst, waarbij het renovatietraject afgesloten werd. In november 2019 werd de brug weer afgesloten voor het verkeer. Het bakstenen rijdek had niet goed genoeg gehecht aan de onderliggende cementlaag, lag dus los en was verschoven. In genoemde maand werd een nieuwe poging gewaagd en in december 2019 werd de brug opnieuw geopend. 

## Afbeeldingen

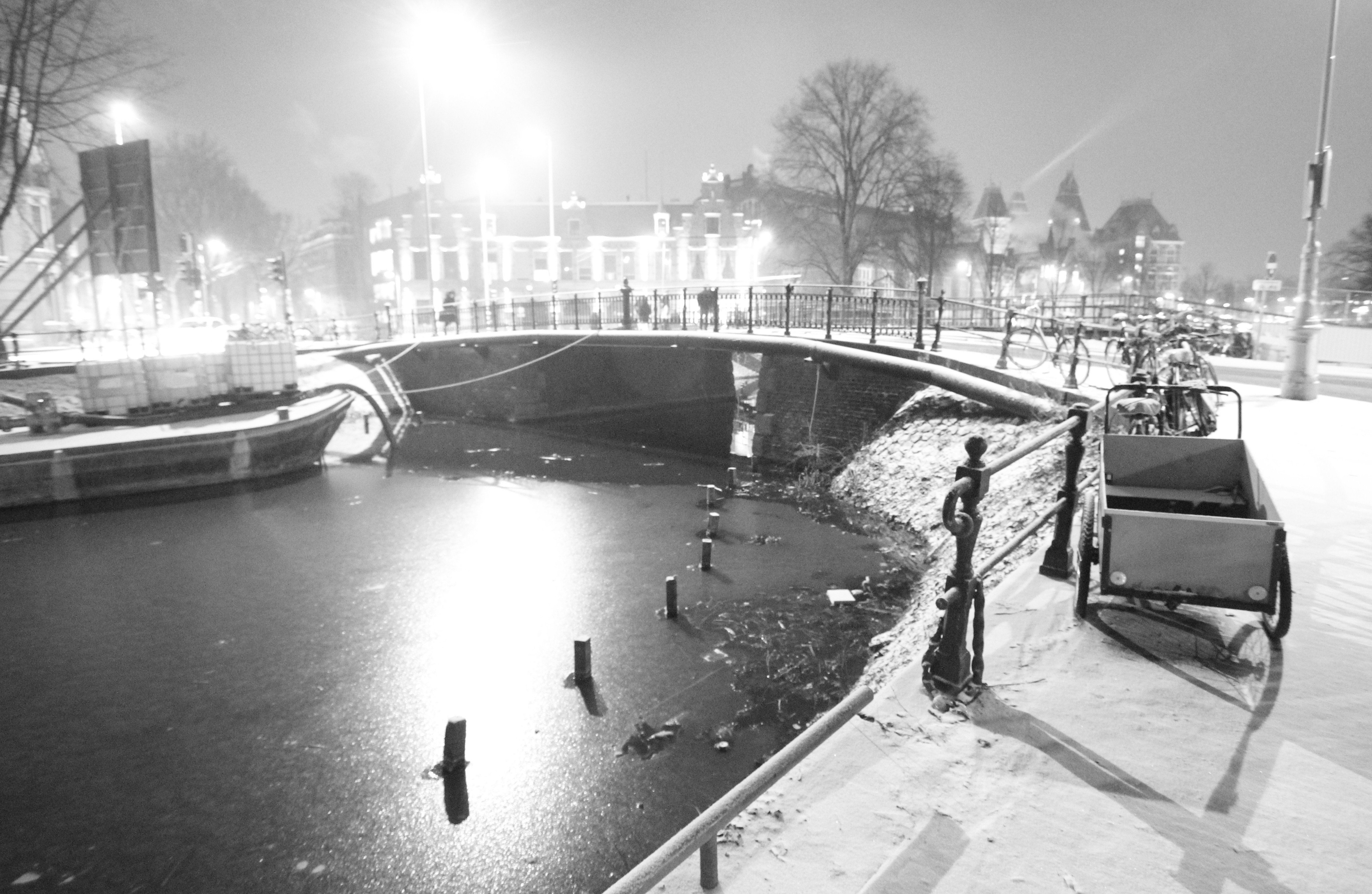
De Brandweerbrug februari 2017, met links de brandweerkazerne Dirk aan de Hobbemakade, en het Rijksmuseum in het verschiet
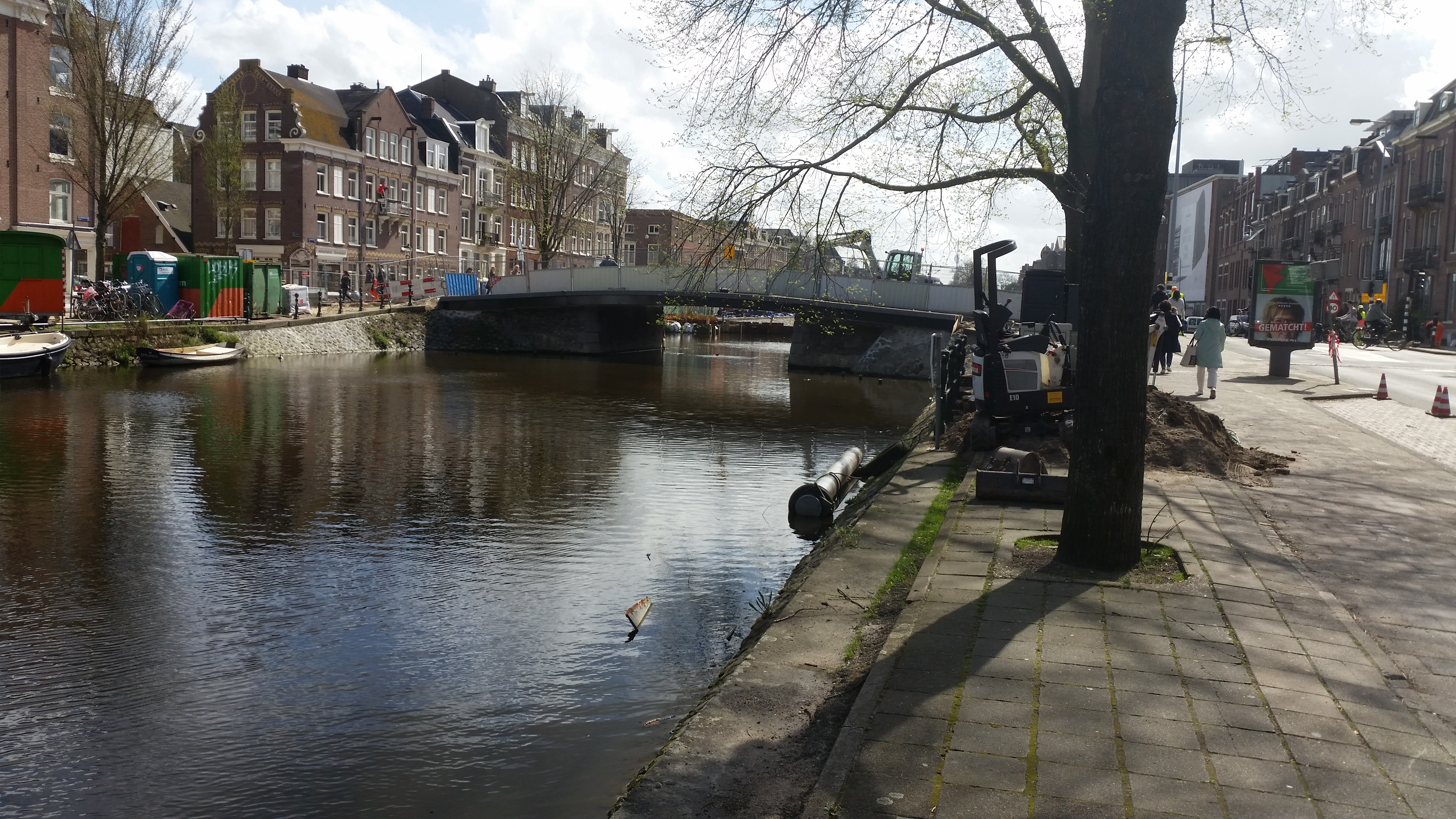
De nieuwe Brandweerbrug in opbouw, april 2018
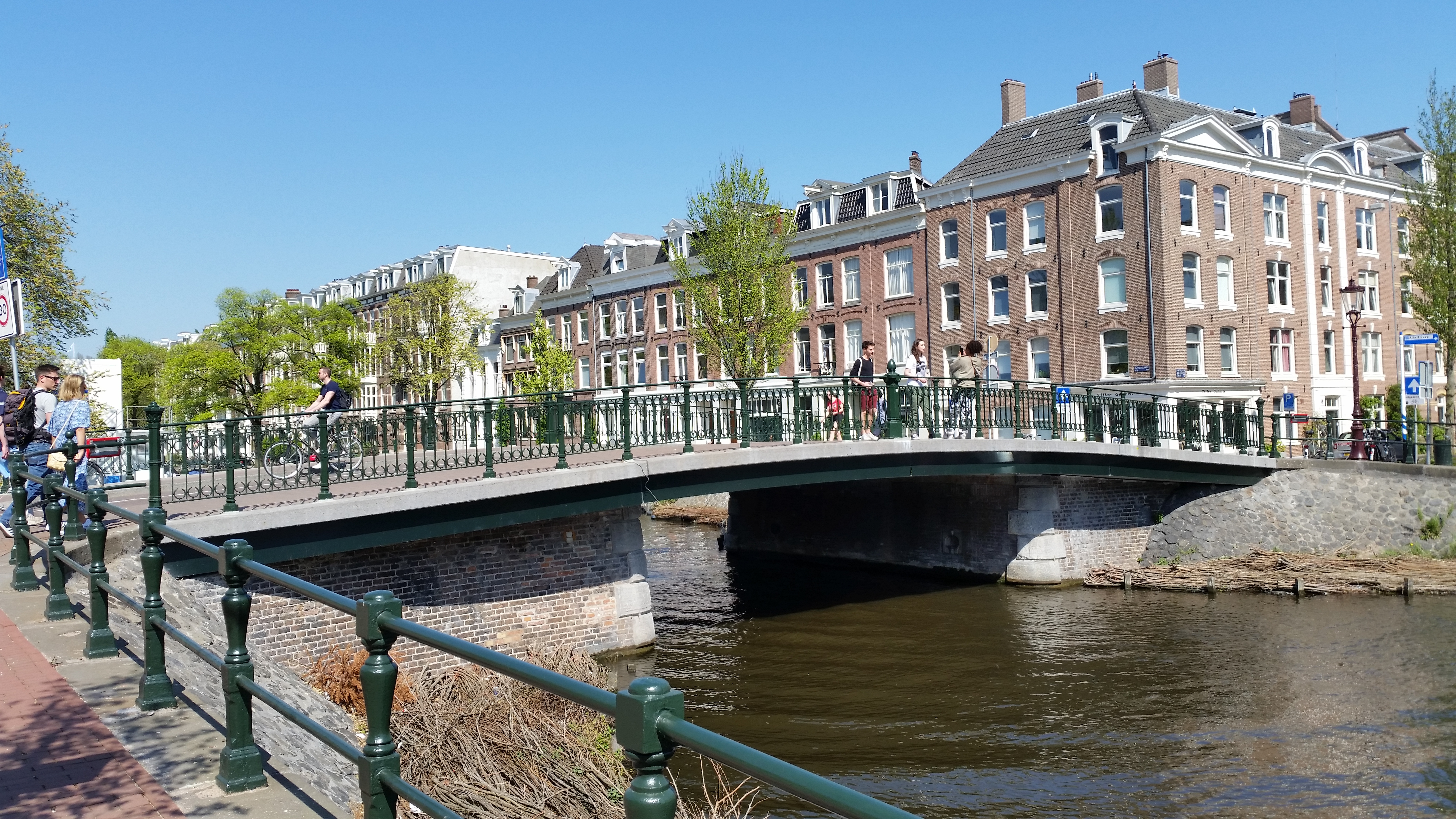
De voltooide brug op 20 april 2019

1 · 2 · 3 · 4 · 5 · 6 · 7 · 8 · 9 · 10 · 11 · 12 · 13 · 14 · 15 · 16 · 17 · 18 · 19 · 20 · 21 · 22 · 23 · 24 · 25 · 26 · 27 · 28 · 29 · 30 · 31 · 32 · 34 · 35 · 36 · 37 · 38 · 39 · 40 · 41 · 42 · 43 · 44 · 45 · 46 · 47 · 48 · 49 · 50 · 51 · 52 · 53 · 54 · 55 · 56 · 57 · 58 · 59 · 60 · 61 · 62 · 63 · 64 · 65 · 66 · 67 · 68 · 69 · 70 · 71 · 72 · 73 · 74 · 75 · 76 · 77 · 78 · 79 · 80 · 81 · 82 · 84 · 85 · 86 · 87 · 88 · 89 · 90 · 91 · 92 · 93 · 94 · 95 · 96 · 97 · 98 · 99 · >>>
Brugnummers 33 en 83 zijn niet (meer) vergeven